# Move (album de Hiromi)
Pour les articles homonymes, voir Move.
Albums de Hiromi
Voice
(2011)
Move  (2012) est un album de la pianiste japonaise de jazz Hiromi avec son groupe The Trio Project qui comprend aussi Anthony Jackson et Simon Phillips.

## Description
Environ un an après Voice, Hiromi enregistre à nouveau avec les mêmes musiciens créant un album dans la continuité du précédent.

## Liste des titres
Toutes les compositions sont de Hiromi
1. Move – 8:34
2. Brand New Day – 7:02
3. Endeavor – 7:24
4. Rainmaker – 7:28
5. Suite Escapism: Reality – 5:32
6. Suite Escapism: Fantasy – 6:36
7. Suite Escapism: In Between – 7:52
8. Margarita! – 7:28
9. 11:49 PM – 11:29

## Musiciens
- Hiromi Uehara - Piano, claviers
- Anthony Jackson - Basse
- Simon Phillips - Batterie